# میناگون گلوزرد
میناگون گلوزرد (نام علمی: Manorina flavigula) گونه‌ای از عسل‌خواران کلنی‌ساز است که بومی استرالیا است. همچنین به عنوان میناگون دمگاه‌سفید شناخته می‌شود. دمگاه سفید متمایز به آسانی در شرایط میدانی دیده می‌شود و آن را از دیگر گونه‌های میناگون متمایز می‌کند. میناگون‌های گلوزرد، گنجشک‌سانی با جثه متوسط و خاکستری با نشانه‌های گلو، پاها و لکه‌های برهنه در پیرامون چشم هستند. نام رایج «miner» املای جایگزین کلمه myna , mynah یا minah است و با دیگر اعضای سردهٔ میناگون‌ها (Manorina) مشترک است. اگرچه میناگون‌ها در ابتدا به دلیل شباهت آنها به مینای معمولی در جنوب و جنوب شرق آسیا که دارای چشم و پاهای زرد مشابهی هستند، نام‌گذاری شدند، میناهای معمولی از خانواده سارها هستند و ارتباط نزدیکی با تیرهٔ عسل‌خواران ندارند. میناهای معمولی یک آفت تهاجمی معرفی شده در استرالیا هستند که باعث سردرگمی با میناگون‌های مهاجم بومی می‌شود.

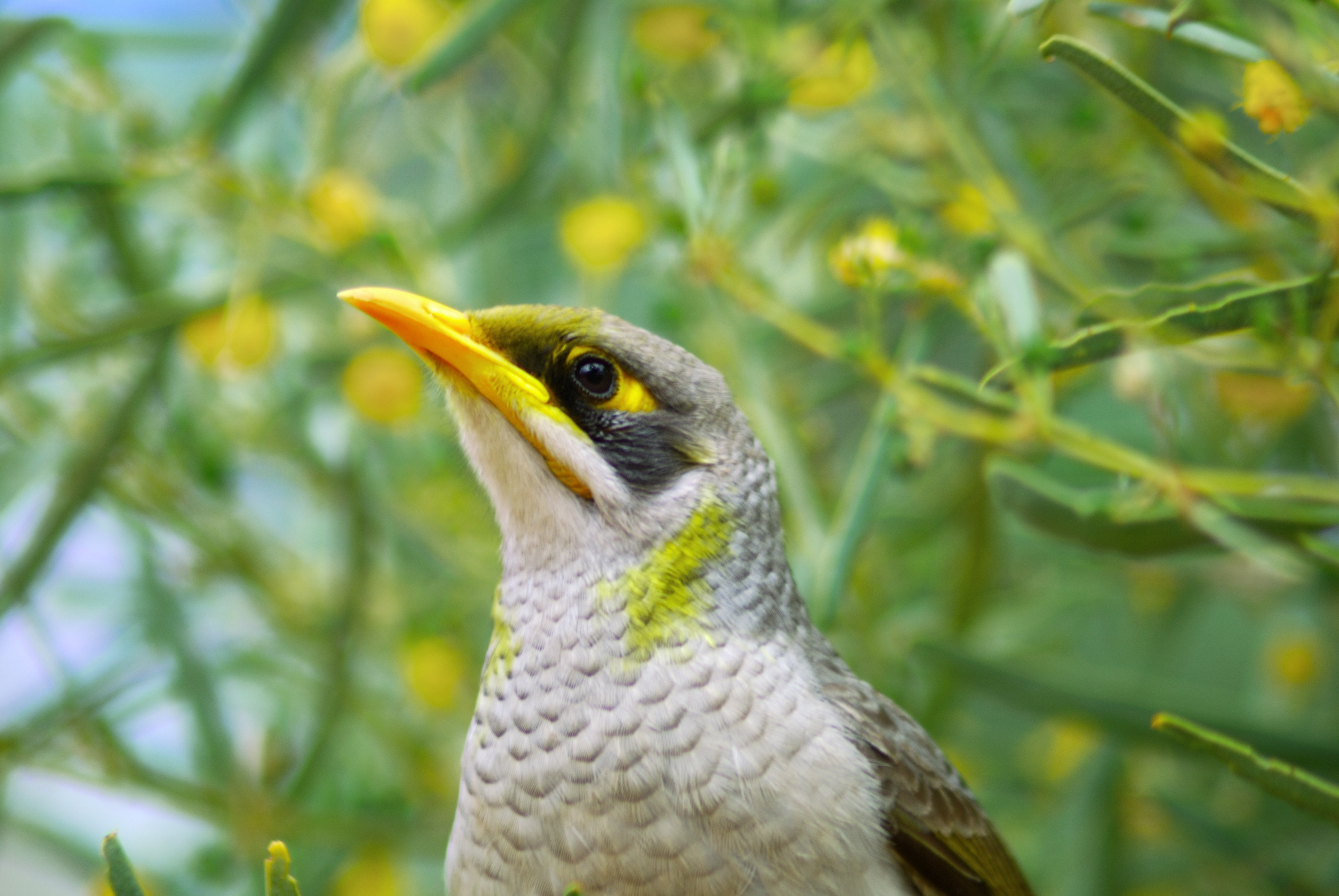
در یولارا، قلمرو شمالی، استرالیا